# Høgholmen (Masfjorden)
Ne doit pas être confondu avec Høgholmen, Høgholmen (Austevoll) ou Høgholmen (Fjell).
Høgholmen est une île dans le landskap Sunnhordland du comté de Vestland. Elle appartient administrativement à Masfjorden.

## Géographie
Rocheuse et désertique, elle s'étend sur environ 117 m de longueur pour une largeur approximative maximale de 65 m. 